# Kreis Parchim
De Kreis Parchim was een Kreis in de Bezirk Schwerin in de Duitse Democratische Republiek.

## Geschiedenis
Op 25 juli 1952 werden de deelstaten in de DDR opgeheven en werd het land heringedeeld. De Kreis Parchim ontstond uit het overgebleven deel van de Landkreis Parchim, waarvan het oostelijke afgesplitste deel de Kreis Lübz zou vormen en maakte deel uit van de Bezirk Schwerin. Bij de Duitse hereniging op 3 oktober 1990 werd de kreis, die sinds 17 mei 1990 als landkreis werd aangeduid, onderdeel van de deelstaat Mecklenburg-Voor-Pommeren. Op 12 juni 1994 werd de landkreis opgeheven en werd het gebied samen met de Landkreis Lübz en delen van de Landkreise Sternberg en Schwerin samengevoegd tot de Landkreis Parchim.

## Geografie
De Kreis Parchim had een oppervlakte van 677 km² en telde in 1985 39.500 inwoners. Parchim grensde in het noorden aan de Kreis Sternberg, in het oosten aan de Kreis Lübz, in het zuiden aan de Kreis Perleberg, in het zuidwesten aan de Kreis Ludwigslust, in het noordwesten aan de Kreis Schwerin-Land en in het zuidoosten aan de tot de Bezirk Potsdam behorende Kreis Pritzwalk. Bestuurszetel was Parchim.

## Steden en gemeenten
De plaats Ruhn bij Marnitz werd in 1982 verlaten en afgebroken. Op 18 juli 1992 werden de ortsteile Pampin en Platschow van de gemeente Berge in Brandenburg overgeheveld naar de gemeente Ziegendorf.
Op 3 oktober 1990 bestond de Landkreis Parchim uit 24 gemeenten, waarvan één stad:
- Damm
- Domsühl
- Friedrichsruhe
- Grebbin
- Groß Godems
- Groß Niendorf
- Herzberg
- Herzfeld
- Karrenzin
- Klinken
- Marnitz
- Matzlow-Garwitz
- Mestlin
- Parchim, stad
- Raduhn
- Rom
- Siggelkow
- Spornitz
- Stolpe
- Stralendorf
- Suckow
- Tessenow
- Ziegendorf
- Zölkow